# Gmundeni járás
A Gmundeni járás Ausztriában, Felső-Ausztria tartományban található. Gmundeni járás Halleini, Sankt Johann im Pongau, Liezeni, Kirchdorf an der Krems-i, Welsvidéki, Vöcklabrucki és Salzburg-Umgebung járásokkal határos. Lakosainak száma 102 335 fő (2022. január 1.).

## A járáshoz tartozó települések
- Altmünster
- Bad Goisern
- Bad Ischl
- Ebensee
- Gmunden
- Gosau
- Grünau im Almtal
- Gschwandt
- Hallstatt
- Kirchham
- Laakirchen
- Obertraun
- Ohlsdorf
- Pinsdorf
- Roitham
- Sankt Konrad
- Sankt Wolfgang im Salzkammergut
- Scharnstein
- Traunkirchen
- Vorchdorf